# Can Misas
Can Misas és una obra del municipi de Sitges (Garraf) inclosa en l'Inventari del Patrimoni Arquitectònic de Catalunya.

## Descripció
Es tracta d'un edifici entre mitgeres que fa cantonada entre el carrer Major i el de l'Aigua. És de planta baixa i dos pisos. La façana principal dona la carrer Major i presenta composició simètrica. La planta baixa té tres obertures rectangulars, la central d'accés a l'habitatge i les laterals a les botigues. Al primer pis, un balcó corregut sostingut per cartel·les ocupa tota la façana. Té barana de ferro i tres obertures rectangulars, emmarcades per pilastres i capitells corintis i coronades per frontons triangulars. Tres obertures rectangulars emmarcades per motllures senzilles ocupen el segon pis. L'edifici es corona amb corona també sostinguda per cartel·les i barana d'obra. La façana principal presenta solucions decoratives similars a les de la principal. En contrast amb l'historicisme que domina el conjunt de la façana, l'interior mostra l'empremta del modernisme, com es fa pales en el vestíbul, on la fusta, la ceràmica, la pintura i els vidres ha estat treballats amb el sentit decoratiu i unitari que caracteritza aquest estil.

## Història
Segons consta a l'Arxiu Municipal de Sitges, el mes de juny de 1901 la propietària del terreny Assumpció Forment i Tasis, esposa de Bartomeu Misas, va demanar permís per edificar-hi una casa segons el projecte de l'arquitecte Salvador Vinyals, projecte que es va aprovar el dia 18 del mateix mes.